# Service de vigilance de l'Amazonie

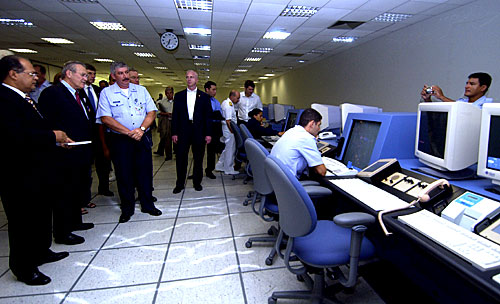
Le secrétaire à la Défense des États-Unis, Donald Rumsfeld, visitant le Service de vigilance de l'Amazonie (2005).

Le Service de vigilance de l'Amazonie (SIVAM) est un système de surveillance de la forêt amazonienne du Brésil.
Le Service de vigilance de l'Amazonie est un préalable indispensable au Service de protection de l'Amazonie (SIPAM).